# Reginaldo de Lizárraga
Fray Reginaldo o Reinaldo de Lizárraga, O.P. (Medellín, España, 1545 - Asunción del Paraguay, 1615) fue un clérigo dominico y cronista español. Fue obispo de la Arquidiócesis de la Santísima Concepción en su antigua sede de Concepción cuando estaba ubicada en la comuna de Penco (1568-1589) y de Asunción (1607-1615). Escribió una Descripción breve de toda la tierra del Perú, Tucumán, Río de la Plata y Chile (Lima, 1908).

## Biografía
En el capítulo segundo de su obra y bajo el título de Descripción del Perú dijo el autor textualmente lo siguiente:

Trataré lo que he visto, como hombre que allegué a este Perú más ha de cincuenta años el día que esto escribo, muchacho de quince años, con mis padres, que vinieron a Quito, desde donde, siempre en diferentes tiempos, y edades, he visto muchas veces lo más y mejor de este Perú, de allí hasta Potosí, que son más de 600 leguas, y desde Potosí al reino de Chile, por tierra, que hay más de quinientas, atravesando todo el reino de Tucumán, y a Chile me ha dado la obediencia ir dos veces; esta que acabo de decir fue la segunda, y la primera por mar desde el puerto de la ciudad de Los Reyes; he dicho esto porque no hablaré de oídas, sino muy poco, y entonces diré haberlo oído más a personas fidedignas; lo demás he visto con mis propios ojos, y como dicen, palpando con las manos; por lo cual lo visto es verdad, y lo oído no menos; algunas cosas diré que parece van contra toda razón natural, a las cuales el incrédulo dirá que dé largas vías; más el tal dará muestras de un corto entendimento, porque no creer los hombres sino lo que en sus patrias ven, es de tales.

Tenía quince años de edad cuando llegó a América con sus padres. Tras una estancia en Quito, en 1560 pasó a Lima, donde tomó el hábito de la orden de Santo Domingo de manos de fray Tomás de Argomedo, cambiando su nombre original de Baltasar de Ovando por el de Reginaldo de Lizárraga, según la costumbre entonces en boga. Al año siguiente fue enviado como Predicador General a recorrer las provincias, desde Quito a Potosí, Tucumán y Chile. Estuvo en Chuquisaca cuando arribó allí el virrey Francisco de Toledo y se opuso a la expedición que éste dirigió contra los chiriguanas. También pasó por el Cuzco. Según el padre Rubén Vargas Ugarte, en Quito estudió Lizárraga la gramática y recibió también la tonsura, habiendo pasado en 1560 a Lima, en cuyo convento del Rosario tomó el hábito; fue entonces cuando dejó de llamarse Baltasar Ovando.
En 1586 fue elegido prior del convento de Lima, ocasión en la que hizo el antiguo tajamar a las orillas del río Rímac para librar al convento de una inundación. En 1589 fue nombrado Provincial de la Nueva Provincia de Chile y marchó a ese destino por tierra, debiendo recorrer desiertos inmensos y abrasadores. Cumplido su cometido, retornó a Lima en 1592 y sirvió como maestro de novicios. Sirvió también como capellán en la armada que persiguió y apresó al corsario Richard Hawkins en 1594. Pasó luego a regentar la doctrina en Jauja. 
Ya con la fama de piadoso y prudente, el virrey del Perú García Hurtado de Mendoza lo recomendó al rey Felipe II para que ocupara el vacante obispado de La Imperial, en Chile. El papa Clemente VII envió las bulas respectivas en 1598, siendo consagrado por el arzobispo de Lima Toribio de Mogrovejo el 24 de octubre de 1599, pero solo se dirigió a su sede episcopal en diciembre de 1602. Vista la precaria condición de la misma, decidió trasladarse a Concepción, y alegando su edad avanzada, renunció a su obispado (1605). Pero fue destinado a la sede episcopal de Asunción del Paraguay en 1607, que ocupó hasta su muerte.

## Obras
Su obra principal es una Descripción breve de toda la tierra del Perú, Tucumán, Río de la Plata y Chile, también conocida como Descripción y población de las Indias, obra que dejó inédita, pues si bien intentó publicarla, no lo logró, pues la persona a la que había confiado que lo hiciera imprimir en Madrid se apoderó del dinero destinado para tal fin. Fue recién publicada en Lima, en el año de 1908, en la revista del Instituto Histórico del Perú y con prólogo del erudito Carlos A. Romero. Otras ediciones aparecieron en Madrid (1909) y en Buenos Aires (1916).
Es una obra que contiene datos y observaciones de gran interés histórico, escrita con un estilo ameno. Como dijo Carlos A. Romero, es el «fruto de las observaciones del autor durante medio siglo de continuo recorrer el inmenso territorio del virreinato [del Perú].»
Lizárraga dejó también inéditos tres volúmenes de sermones, además de algunos comentarios teológicos.